# Clito (figlio di Mantio)
Clito (in greco antico: Κλειτός?, Kleitós) od anche citato come Cleito (in greco antico: Κλεῖτος?, Klêitos) è un personaggio della mitologia greca, figlio di Mantio e nipote di Melampo.

## Mitologia
Giovane di grande bellezza, fu rapito dalla dea Eos, che lo portò con sé nella dimora degli dei, luogo in cui diede al suo aspetto bello e giovane il dono dell'immortalità.
Con lei Eos generò Cerano, che a sua volta divenne il padre dell'indovino Polido. Polido a sua volta diede il nome del padre (Clito) ad uno dei suoi figli.
Altri uomini rapiti da Eos furono Cefalo, Titone ed Orione.